# Neocataclysta
Neocataclysta és un gènere monotípic d'arnes de la família Crambidae. Conté només una espècie, Neocataclysta magnificalis, que es troba a Amèrica del Nord, on ha estat registrada a Florida, Geòrgia, Maine, Massachusetts, Mississipi, Nova Jersey, Nova York, Carolina del Nord, Nova Escòcia, Ohio, Ontario i Carolina del Sud. S'han registrat adults durant tot l'any.